# Gymnelus pauciporus
Gymnelus pauciporus és una espècie de peix de la família dels zoàrcids i de l'ordre dels perciformes.

## Morfologia
- Els mascles poden assolir 13,6 cm de longitud total.[3][4]

## Hàbitat
És un peix marí, de clima temperat i demersal que viu entre 40-275 m de fondària.

## Distribució geogràfica
Es troba al Mar d'Okhotsk i a la costa del Mar de Bering a Kamtxatka.

## Observacions
És inofensiu per als humans.